# Jakob Minor

Jakob Minor

Jakob Minor (Pseudonyme: Junius; J. Löw) (* 15. April 1855 in Wien; † 7. Oktober 1912 ebenda) war ein österreichischer Literaturwissenschaftler.

## Familie
Jakob Minor war ein Sohn des Zuckerbäckers Jakob Minor (1820–1896) und der Friederike, geb. Löw (1829–1900). 1882 heiratete er in Wien Margarethe Oberleitner (1860–1927),  Vizepräsidentin des Bundes österreichischer Frauenvereine. Die Ehe wurde 1905 geschieden. Aus der Ehe gingen zwei Töchter hervor, die Germanistin und Pädagogin Rita Zoebl-Minor (1883–1958) und die Kunstgewerblerin Eleonore (Lilli) Minor (* 1885), Ehefrau des Mathematikers Hans Hahn und Mutter der Schauspielerin Nora Minor.

## Werdegang
Minor besuchte zunächst das Schottengymnasium in Wien. Da er aufgrund eines Gehörfehlers nicht Schauspieler werden konnte, studierte er ab 1874 an der Universität Wien Germanistik bei Karl Tomaschek (1828–1878) und Richard Heinzel und promovierte dort 1878. Nach einem Jahr an der Universität Berlin bei Karl Müllenhoff und Wilhelm Scherer habilitierte er sich 1880 für deutsche Sprache und Literatur.
1882 lehrte er an der Accademia scientifico-letteraria in Mailand, danach war er Privatdozent und ab 1884 außerordentlicher Professor in Prag.
1885 kehrte er nach Wien zurück, wo er zunächst Extraordinarius und ab 1888 Ordinarius für deutsche Sprache und Literatur in der Nachfolge Erich Schmidts war. 1898 wurde er korrespondierendes Mitglied, 1905 wirkliches Mitglied der Österreichischen Akademie der Wissenschaften.
Er war auch als Herausgeber tätig, brachte als solcher vor allem eine eigene Novalis-Ausgabe heraus und arbeitete an der Weimarer Goethe-Ausgabe (‚Sophienausgabe‘) mit.
Minor war Vizepräsident der Weimarer Goethe-Gesellschaft und von 1907 bis 1911 Präsident des Wiener Goethe-Vereins.
Er wurde am Wiener Zentralfriedhof bestattet.

## Würdigung
Im Jahr 1930 wurde in Wien-Penzing (14. Bezirk) die Minorgasse nach ihm benannt.

## Werke
- Christian Felix Weiße und seine Beziehungen zur deutschen Literatur des achtzehnten Jahrhunderts. Wagner’sche Universitäts-Buchhandlung, Innsbruck 1880 (406 S.; Scan – Internet Archive).
- Studien zur Goethe-Philologie. Carl Konegen, Wien 1880 (mit August Sauer [in gemeinsamer Verfasserschaft: „Im Uebrigen haben wir unser Eigenthum nicht besonders unterscheiden wollen […].“ S. IX]; 292 S.; Scan in der Google-Buchsuche).[3]
- Johann Georg Hamann in seiner Bedeutung für die Sturm- und Drangperiode. Ruetten & Loening, Frankfurt a. M. 1881 (66 S.; Scan in der Google-Buchsuche). Unveränderter Nachdruck der Originalausgabe von 1881: 1. Auflage. BoD – Books on Demand, Outlook Verlag GmbH, Frankfurt 2024, ISBN 978-3-385-07518-4 (68 S.; eingeschränkte Vorschau in der Google-Buchsuche).
- Die Schicksals-Tragödie in ihren Hauptvertretern. Ruetten & Loening, Frankfurt a. M. 1883 (189 S.; Scan in der Google-Buchsuche).
- Schiller. Sein Leben und seine Werke. 2 Bände. Weidmannsche Buchhandlung, Berlin 1890 (591 S. und 629 S.; Scans: Band 1: Schwäbische Heimatjahre und Band 2: Pfälzische und Sächsische Wanderjahre in der Google-Buchsuche).
- Ferdinand von Saar. Eine Studie. Carl Fromme, Leipzig/Wien 1898 (135 S.; Scan in der Google-Buchsuche).
- Goethes Faust. Entstehungsgeschichte und Erklärung. 2 Bände. Cotta, Stuttgart 1901 (402 S. und 286 S.; eingeschränkte Vorschau auf Band 1 und eingeschränkte Vorschau auf Band 2 in der Google-Buchsuche).
- Aus dem alten und neuen Burgtheater (= Amalthea-Bücherei. Band 16–17). Amalthea Verlag, Zürich/Leipzig/Wien 1920 (257 S.; eingeschränkte Vorschau in der Google-Buchsuche).
- Der Urfaust und das Fragment (= Goethes Faust: Entstehungsgeschichte und Erklärung. Band 1). Cotta, Stuttgart 1901 (402 S.; eingeschränkte Vorschau in der Google-Buchsuche).

## Herausgeberschaften
- Friedrich Schlegel. Seine prosaischen Jugendschriften 1794–1802. 2 Bände. Konegen, Wien 1882 (Scans: Band 1; Band 2 in der Google-Buchsuche).
- Achim von Arnim: Hollin's Liebeleben. Ein Roman. Mohr, Freiburg/Tübingen 1883 (Volltext online im Projekt Gutenberg).
- Lessings Jugendfreunde. Chr. Felix Weiße, Joh. Friedr. v. Cronegk, Joach. Wilh. v. Brawe, Friedrich Nicolai (= Joseph Kürschner (Hrsg.): Deutsche National-Litteratur. Historisch krititsche Ausgabe. Band 72). W. Spemann, Berlin/Stuttgart 1883 (Scan in der Google-Buchsuche). Nachdruck: Niemeyer, Tübingen 1974, DNB 750498676.
- Novalis Schriften. 4 Bände. Diederich, Jena 1907 (Scans: Band 1 [Vorwort, S. XL–LVI]; eingeschränkte Vorschau auf Band 2; eingeschränkte Vorschau auf Band 3; eingeschränkte Vorschau auf Band 4 in der Google-Buchsuche).
- Ferdinand von Saars Sämtliche Werke. 12 Bände. Im Auftrage des Wiener Zweigvereins der Deutschen Schillerstiftung mit einer Biographie des Dichters von Anton Bettelheim. Hesse, Leipzig 1908 (Scans – Wikisource; Datenblatt – OBV).
- Achim von Arnim: Ariel's Offenbarungen (= Veröffentlichung der Gesellschaft der Bibliophilen. Band 15). Gesellschaft der Bibliophilen, Weimar 1912, DNB 578769085 (324 S.; eingeschränkte Vorschau in der Google-Buchsuche; Neuauflage der Ausgabe 1804 in der Google-Buchsuche).
- A. W. Schlegels Vorlesungen über Schöne Litteratur und Kunst (= Bernhard Seuffert (Hrsg.): Deutsche Litteraturdenkmale des 18. und 19. Jahrhunderts in Neudrucken. Band 17–19). 3 Bände. Band 1. Gebr. Henninger, Heilbronn 1884 (Scan – Internet Archive; Scan in der Google-Buchsuche); Band 2. Göschen, Stuttgart 1884 (Scan – Internet Archive; Scan in der Google-Buchsuche); Band 3. Göschen, Stuttgart 1884 (Scan – Internet Archive; Band 3 in der Google-Buchsuche).